# 扩睾短腺吸虫
扩睾短腺吸虫（学名：Brachylecithum magnitestium）为双腔科短腺属的动物。分布于俄罗斯罗斯托夫以及中国大陆的海南、云南等地，营寄生生活，宿主黄喉蜂虎、粟头蜂虎、粟喉蜂虎、古铜色卷尾、高山旋木雀、山麻雀，寄生于肝脏。